# Tournoi de tennis de Dubaï
Le tournoi de Dubaï (Émirats arabes unis) est un tournoi de tennis professionnel masculin (ATP Tour) et féminin (WTA Tour).
Il est organisé chaque hiver, depuis 1993 pour les hommes. Une épreuve féminine se tient depuis 2001, offrant une dotation financière nettement supérieure à celles observées dans d'autres épreuves de même catégorie.
Avec quatre succès, Justine Henin détient le record de victoires en simple chez les dames (2003, 2004, 2006, 2007). Chez les hommes, c'est Roger Federer qui compte le plus de titres (2003, 2004, 2005, 2007, 2012, 2014, 2015 et 2019), outre deux finales perdues en 2006 et 2011.

## 2009: la polémique
En février 2009, l'Israélienne Shahar Peer se voit refuser son visa pour les Émirats arabes unis afin de jouer l'Open de Dubaï, pour des « raisons de sécurité », bien que le règlement de la WTA stipule que toutes les joueuses doivent pouvoir s'aligner dans tous les tournois du monde dès lors qu'elles sont invitées ou qualifiées (ce qui était le cas de Shahar Peer).
Le 20 février, la WTA inflige 300 000 $ d'amende aux organisateurs de l'épreuve, outre le versement d'une caution de deux millions. S'ils souhaitent conserver leur agrément, la WTA exige également le respect de trois conditions : autoriser toutes les joueuses à participer sans discrimination liée à leur nationalité, fournir à l'avance la preuve des éventuels visas israéliens et garantir une wild card à Peer pour la prochaine édition, quel que soit son classement.
Le cas se représente pour le tournoi masculin la semaine suivante : après les menaces de l'ATP et la WTA, l'Israélien Andy Ram a finalement obtenu son visa pour entrer dans le pays et disputer le tournoi, mais à huis clos pour éviter des débordements.

## Palmarès dames

### Simple
| No | Date       | Nom et lieu du tournoi                | Catégorie | Dotation    | Surface    | Vainqueure             | Finaliste            | Score          |         |
| -- | ---------- | ------------------------------------- | --------- | ----------- | ---------- | ---------------------- | -------------------- | -------------- | ------- |
| 1  | 19-02-2001 | Duty Free Women’s Open, Dubaï         | Tier II   | 565 000 $   | Dur (ext.) | Martina Hingis         | Nathalie Tauziat     | 6-4, 6-4       | Tableau |
| 2  | 18-02-2002 | Duty Free Women’s Open, Dubaï         | Tier II   | 585 000 $   | Dur (ext.) | Amélie Mauresmo        | Sandrine Testud      | 6-4, 7-63      | Tableau |
| 3  | 17-02-2003 | Duty Free Women’s Open, Dubaï         | Tier II   | 585 000 $   | Dur (ext.) | Justine Henin Hardenne | Monica Seles         | 4-6, 7-64, 7-5 | Tableau |
| 4  | 23-02-2004 | Duty Free Women’s Open, Dubaï         | Tier II   | 585 000 $   | Dur (ext.) | Justine Henin Hardenne | Svetlana Kuznetsova  | 7-63, 6-3      | Tableau |
| 5  | 28-02-2005 | Duty Free Women’s Open, Dubaï         | Tier II   | 1 000 000 $ | Dur (ext.) | Lindsay Davenport      | Jelena Janković      | 6-4, 3-6, 6-4  | Tableau |
| 6  | 20-02-2006 | Duty Free Women’s Open, Dubaï         | Tier II   | 1 000 000 $ | Dur (ext.) | Justine Henin Hardenne | Maria Sharapova      | 7-5, 6-2       | Tableau |
| 7  | 19-02-2007 | Tennis Championships, Dubaï           | Tier II   | 1 500 000 $ | Dur (ext.) | Justine Henin          | Amélie Mauresmo      | 6-4, 7-5       | Tableau |
| 8  | 25-02-2008 | Barclays Tennis Championships, Dubaï  | Tier II   | 1 500 000 $ | Dur (ext.) | Elena Dementieva       | Svetlana Kuznetsova  | 4-6, 6-3, 6-2  | Tableau |
| 9  | 16-02-2009 | Barclays Tennis Championships, Dubaï  | Premier 5 | 2 000 000 $ | Dur (ext.) | Venus Williams         | Virginie Razzano     | 6-4, 6-2       | Tableau |
| 10 | 14-02-2010 | Barclays Tennis Championships, Dubaï  | Premier 5 | 2 000 000 $ | Dur (ext.) | Venus Williams         | Victoria Azarenka    | 6-3, 7-5       | Tableau |
| 11 | 14-02-2011 | Duty Free Tennis Championships, Dubaï | Premier 5 | 2 050 000 $ | Dur (ext.) | Caroline Wozniacki     | Svetlana Kuznetsova  | 6-1, 6-3       | Tableau |
| 12 | 20-02-2012 | Duty Free Tennis Championships, Dubaï | Premier   | 2 000 000 $ | Dur (ext.) | Agnieszka Radwańska    | Julia Görges         | 7-5, 6-4       | Tableau |
| 13 | 18-02-2013 | Duty Free Tennis Championships, Dubaï | Premier   | 2 000 000 $ | Dur (ext.) | Petra Kvitová          | Sara Errani          | 6-2, 1-6, 6-1  | Tableau |
| 14 | 17-02-2014 | Duty Free Tennis Championships, Dubaï | Premier   | 2 000 000 $ | Dur (ext.) | Venus Williams         | Alizé Cornet         | 6-3, 6-0       | Tableau |
| 15 | 15-02-2015 | Duty Free Tennis Championships, Dubaï | Premier 5 | 2 513 000 $ | Dur (ext.) | Simona Halep           | Karolína Plíšková    | 6-4, 7-64      | Tableau |
| 16 | 15-02-2016 | Duty Free Tennis Championships, Dubaï | Premier   | 1 734 900 $ | Dur (ext.) | Sara Errani            | Barbora Strýcová     | 6-0, 6-2       | Tableau |
| 17 | 19-02-2017 | Duty Free Tennis Championships, Dubaï | Premier 5 | 2 365 250 $ | Dur (ext.) | Elina Svitolina        | Caroline Wozniacki   | 6-4, 6-2       | Tableau |
| 18 | 19-02-2018 | Duty Free Tennis Championships, Dubaï | Premier   | 2 358 385 $ | Dur (ext.) | Elina Svitolina        | Daria Kasatkina      | 6-4, 6-0       | Tableau |
| 19 | 17-02-2019 | Duty Free Tennis Championships, Dubaï | Premier 5 | 2 527 250 $ | Dur (ext.) | Belinda Bencic         | Petra Kvitová        | 6-3, 1-6, 6-2  | Tableau |
| 20 | 17-02-2020 | Duty Free Tennis Championships, Dubaï | Premier   | 2 529 740 $ | Dur (ext.) | Simona Halep           | Elena Rybakina       | 3-6, 6-3, 7-65 | Tableau |
| 21 | 07-03-2021 | Duty Free Tennis Championships, Dubaï | WTA 1000  | 1 845 490 $ | Dur (ext.) | Garbiñe Muguruza       | Barbora Krejčíková   | 7-66, 6-3      | Tableau |
| 22 | 14-02-2022 | Duty Free Tennis Championships, Dubaï | WTA 500   | 703 580 $   | Dur (ext.) | Jeļena Ostapenko       | Veronika Kudermetova | 6-0, 6-4       | Tableau |
| 23 | 19-02-2023 | Duty Free Tennis Championships, Dubaï | WTA 1000  | 2 788 468 $ | Dur (ext.) | Barbora Krejčíková     | Iga Świątek          | 6-4, 6-2       | Tableau |
| 24 | 18-02-2024 | Duty Free Tennis Championships, Dubaï | WTA 1000  | 3 211 715 $ | Dur (ext.) | Jasmine Paolini        | Anna Kalinskaya      | 4-6, 7-5, 7-5  | Tableau |
| 25 | 17-02-2025 | Duty Free Tennis Championships, Dubaï | WTA 1000  | 3 654 963 $ | Dur (ext.) | Mirra Andreeva         | Clara Tauson         | 7-6, 6-1       | Tableau |

### Double
| No | Date       | Nom et lieu du tournoi                     | Catégorie | Dotation    | Surface    | Vainqueures                                | Finalistes                            | Score             |         |
| -- | ---------- | ------------------------------------------ | --------- | ----------- | ---------- | ------------------------------------------ | ------------------------------------- | ----------------- | ------- |
| 1  | 19-02-2001 | Duty Free Women’s Open Dubaï               | Tier II   | 565 000 $   | Dur (ext.) | Yayuk Basuki Caroline Vis                  | Åsa Svensson Karina Habšudová         | 6-0, 4-6, 6-2     | Tableau |
| 2  | 18-02-2002 | Duty Free Women’s Open Dubaï               | Tier II   | 585 000 $   | Dur (ext.) | Barbara Rittner María Vento-Kabchi         | Sandrine Testud Roberta Vinci         | 6-3, 6-2          | Tableau |
| 3  | 17-02-2003 | Duty Free Women’s Open Dubaï               | Tier II   | 585 000 $   | Dur (ext.) | Svetlana Kuznetsova Martina Navrátilová    | Cara Black Elena Likhovtseva          | 6-3, 7-67         | Tableau |
| 4  | 23-02-2004 | Duty Free Women’s Open Dubaï               | Tier II   | 585 000 $   | Dur (ext.) | Janette Husárová Conchita Martínez         | Svetlana Kuznetsova Elena Likhovtseva | 6-0, 1-6, 6-3     | Tableau |
| 5  | 28-02-2005 | Duty Free Women’s Open Dubaï               | Tier II   | 1 000 000 $ | Dur (ext.) | Virginia Ruano Pascual Paola Suárez        | Svetlana Kuznetsova Alicia Molik      | 6-77, 6-2, 6-1    | Tableau |
| 6  | 20-02-2006 | Duty Free Women’s Open Dubaï               | Tier II   | 1 000 000 $ | Dur (ext.) | Květa Peschke Francesca Schiavone          | Svetlana Kuznetsova Nadia Petrova     | 3-6, 7-61, 6-3    | Tableau |
| 7  | 19-02-2007 | Tennis Championships Dubaï                 | Tier II   | 1 500 000 $ | Dur (ext.) | Cara Black Liezel Huber                    | Svetlana Kuznetsova Alicia Molik      | 7-66, 6-4         | Tableau |
| 8  | 25-02-2008 | Barclays Tennis Championships Dubaï        | Tier II   | 1 500 000 $ | Dur (ext.) | Cara Black Liezel Huber                    | Yan Zi Zheng Jie                      | 7-5, 6-2          | Tableau |
| 9  | 16-02-2009 | Barclays Tennis Championships Dubaï        | Premier 5 | 2 000 000 $ | Dur (ext.) | Cara Black Liezel Huber                    | Maria Kirilenko Agnieszka Radwańska   | 6-3, 6-3          | Tableau |
| 10 | 14-02-2010 | Barclays Tennis Championships Dubaï        | Premier 5 | 2 000 000 $ | Dur (ext.) | Nuria Llagostera Vives María José Martínez | Květa Peschke Katarina Srebotnik      | 7-65, 6-4         | Tableau |
| 11 | 14-02-2011 | Duty Free Tennis Championships Dubaï       | Premier 5 | 2 050 000 $ | Dur (ext.) | Liezel Huber María José Martínez           | Květa Peschke Katarina Srebotnik      | 7-65, 6-3         | Tableau |
| 12 | 20-02-2012 | Duty Free Tennis Championships Dubaï       | Premier   | 2 000 000 $ | Dur (ext.) | Liezel Huber Lisa Raymond                  | Sania Mirza Elena Vesnina             | 6-2, 6-1          | Tableau |
| 13 | 18-02-2013 | Duty Free Tennis Championships Dubaï       | Premier   | 2 000 000 $ | Dur (ext.) | Bethanie Mattek-Sands Sania Mirza          | Nadia Petrova Katarina Srebotnik      | 6-4, 2-6, [10-7]  | Tableau |
| 14 | 17-02-2014 | Duty Free Tennis Championships Dubaï       | Premier   | 2 000 000 $ | Dur (ext.) | Alla Kudryavtseva Anastasia Rodionova      | Raquel Kops-Jones Abigail Spears      | 6-2, 5-7, [10-8]  | Tableau |
| 15 | 15-02-2015 | Duty Free Tennis Championships Dubaï       | Premier 5 | 2 513 000 $ | Dur (ext.) | Tímea Babos Kristina Mladenovic            | Garbiñe Muguruza Carla Suárez Navarro | 6-3, 6-2          | Tableau |
| 16 | 15-02-2016 | Duty Free Tennis Championships Dubaï       | Premier   | 1 734 900 $ | Dur (ext.) | Chuang Chia-jung Darija Jurak              | Caroline Garcia Kristina Mladenovic   | 6-4, 6-4          | Tableau |
| 17 | 19-02-2017 | Duty Free Tennis Championships Dubaï       | Premier 5 | 2 365 250 $ | Dur (ext.) | Ekaterina Makarova Elena Vesnina           | Andrea Hlaváčková Peng Shuai          | 6-2, 4-6, [10-7]  | Tableau |
| 18 | 19-02-2018 | Duty Free Tennis Championships Dubaï       | Premier   | 2 358 385 $ | Dur (ext.) | Chan Hao-ching Yang Zhaoxuan               | Hsieh Su-wei Peng Shuai               | 4-6, 6-2, [10-6]  | Tableau |
| 19 | 17-02-2019 | Duty Free Tennis Championships Dubaï       | Premier 5 | 2 527 250 $ | Dur (ext.) | Hsieh Su-wei Barbora Strýcová              | Lucie Hradecká Ekaterina Makarova     | 6-4, 6-4          | Tableau |
| 20 | 17-02-2020 | Duty Free Tennis Championships Dubaï       | Premier   | 2 529 740 $ | Dur (ext.) | Hsieh Su-wei Barbora Strýcová              | Barbora Krejčíková Zheng Saisai       | 7-5, 3-6, [10-5]  | Tableau |
| 21 | 07-03-2021 | Duty Free Tennis Championships Dubaï       | WTA 1000  | 1 845 490 $ | Dur (ext.) | Alexa Guarachi Darija Jurak                | Xu Yifan Yang Zhaoxuan                | 6-0, 6-3          | Tableau |
| 22 | 14-02-2022 | Duty Free Tennis Championships Dubaï       | WTA 500   | NC          | Dur (ext.) | Veronika Kudermetova Elise Mertens         | Lyudmyla Kichenok Jeļena Ostapenko    | 6-1, 6-3          | Tableau |
| 23 | 19-02-2023 | Duty Free Tennis Championships Dubaï       | WTA 1000  | 2 788 468 $ | Dur (ext.) | Veronika Kudermetova Liudmila Samsonova    | Chan Hao-ching Latisha Chan           | 6-4, 64-7, [10-1] | Tableau |
| 24 | 18-02-2024 | Duty Free Tennis Championships Dubaï       | WTA 1000  | 3 211 715 $ | Dur (ext.) | Storm Hunter Kateřina Siniaková            | Nicole Melichar-Martinez Ellen Perez  | 6-4, 6-2          | Tableau |
| 25 | 17-02-2025 | Dubaï Duty Free Tennis Championships Dubaï | WTA 1000  | 3 654 963 $ | Dur (ext.) | Kateřina Siniaková Taylor Townsend         | Hsieh Su-wei Jeļena Ostapenko         | 7-65, 6-4         | Tableau |

## Palmarès messieurs

### Simple

#### Champions les plus titrés
| Joueur         | Titres | Premier | Dernier |
| Roger Federer  | 8      | 2003    | 2019    |
| Novak Djokovic | 5      | 2009    | 2020    |

#### Palmarès par édition
| No | Date       | Nom et lieu du tournoi                         | Catégorie    | Dotation    | Surface    | Vainqueur             | Finaliste             | Score          |         |
| -- | ---------- | ---------------------------------------------- | ------------ | ----------- | ---------- | --------------------- | --------------------- | -------------- | ------- |
| 1  | 01-02-1993 | Dubai Open, Dubaï                              | World Series | 1 000 000 $ | Dur (ext.) | Karel Nováček         | Fabrice Santoro       | 6-4, 7-5       |         |
| 2  | 31-01-1994 | Dubai Open, Dubaï                              | World Series | 1 013 750 $ | Dur (ext.) | Magnus Gustafsson     | Sergi Bruguera        | 6-4, 6-2       |         |
| 3  | 06-02-1995 | Dubai Open, Dubaï                              | World Series | 1 014 250 $ | Dur (ext.) | Wayne Ferreira        | Andrea Gaudenzi       | 6-3, 6-3       |         |
| 4  | 12-02-1996 | Dubai Open, Dubaï                              | World Series | 1 014 250 $ | Dur (ext.) | Goran Ivanišević      | Albert Costa          | 6-4, 6-3       |         |
| 5  | 10-02-1997 | Dubai Open, Dubaï                              | World Series | 1 014 250 $ | Dur (ext.) | Thomas Muster         | Goran Ivanišević      | 7-5, 7-63      |         |
| 6  | 09-02-1998 | Dubai Open, Dubaï                              | Int' Series  | 1 014 250 $ | Dur (ext.) | Àlex Corretja         | Félix Mantilla        | 7-60, 6-1      |         |
| 7  | 08-02-1999 | Dubai Open, Dubaï                              | Int' Series  | 1 014 250 $ | Dur (ext.) | Jérôme Golmard        | Nicolas Kiefer        | 6-4, 6-2       | Tableau |
| 8  | 07-02-2000 | Dubai Open, Dubaï                              | Int' Series  | 975 000 $   | Dur (ext.) | Nicolas Kiefer        | Juan Carlos Ferrero   | 7-5, 4-6, 6-3  | Tableau |
| 9  | 26-02-2001 | The Dubai Tennis Championships, Dubaï          | Series Gold  | 900 000 $   | Dur (ext.) | Juan Carlos Ferrero   | Marat Safin           | 6-2, 3-1, ab.  | Tableau |
| 10 | 25-02-2002 | The Dubai Tennis Championships, Dubaï          | Series Gold  | 900 000 $   | Dur (ext.) | Fabrice Santoro       | Younès El Aynaoui     | 6-4, 3-6, 6-3  | Tableau |
| 11 | 24-02-2003 | The Dubai Tennis Championships, Dubaï          | Series Gold  | 975 000 $   | Dur (ext.) | Roger Federer         | Jiří Novák            | 6-1, 7-62      | Tableau |
| 12 | 01-03-2004 | The Dubai Tennis Championships, Dubaï          | Series Gold  | 975 000 $   | Dur (ext.) | Roger Federer         | Feliciano López       | 4-6, 6-1, 6-2  | Tableau |
| 13 | 21-02-2005 | The Dubai Tennis Championships, Dubaï          | Series Gold  | 975 000 $   | Dur (ext.) | Roger Federer         | Ivan Ljubičić         | 6-1, 66-7, 6-3 | Tableau |
| 14 | 27-02-2006 | The Dubai Tennis Championships, Dubaï          | Series Gold  | 975 000 $   | Dur (ext.) | Rafael Nadal          | Roger Federer         | 2-6, 6-4, 6-4  | Tableau |
| 15 | 26-02-2007 | The Dubai Tennis Championships, Dubaï          | Series Gold  | 1 401 250 $ | Dur (ext.) | Roger Federer         | Mikhail Youzhny       | 6-4, 6-3       | Tableau |
| 16 | 03-03-2008 | The Barclays Dubai Tennis Championships, Dubaï | Series Gold  | 1 401 000 $ | Dur (ext.) | Andy Roddick          | Feliciano López       | 68-7, 6-4, 6-2 | Tableau |
| 17 | 23-02-2009 | The Barclays Dubai Tennis Championships, Dubaï | ATP 500      | 1 619 500 $ | Dur (ext.) | Novak Djokovic        | David Ferrer          | 7-5, 6-3       | Tableau |
| 18 | 22-02-2010 | The Barclays Dubai Tennis Championships, Dubaï | ATP 500      | 1 619 500 $ | Dur (ext.) | Novak Djokovic        | Mikhail Youzhny       | 7-5, 5-7, 6-3  | Tableau |
| 19 | 21-02-2011 | Dubai Duty Free Tennis Championships, Dubaï    | ATP 500      | 1 619 500 $ | Dur (ext.) | Novak Djokovic        | Roger Federer         | 6-3, 6-3       | Tableau |
| 20 | 27-02-2012 | Dubai Duty Free Tennis Championships, Dubaï    | ATP 500      | 1 700 475 $ | Dur (ext.) | Roger Federer         | Andy Murray           | 7-5, 6-4       | Tableau |
| 21 | 25-02-2013 | Dubai Duty Free Tennis Championships, Dubaï    | ATP 500      | 1 785 500 $ | Dur (ext.) | Novak Djokovic        | Tomáš Berdych         | 7-5, 6-3       | Tableau |
| 22 | 24-02-2014 | Dubai Duty Free Tennis Championships, Dubaï    | ATP 500      | 1 928 340 $ | Dur (ext.) | Roger Federer         | Tomáš Berdych         | 3-6, 6-4, 6-3  | Tableau |
| 23 | 23-02-2015 | Dubai Duty Free Tennis Championships, Dubaï    | ATP 500      | 2 082 605 $ | Dur (ext.) | Roger Federer         | Novak Djokovic        | 6-3, 7-5       | Tableau |
| 24 | 21-02-2016 | Dubai Duty Free Tennis Championships, Dubaï    | ATP 500      | 2 249 215 $ | Dur (ext.) | Stanislas Wawrinka    | Márcos Baghdatís      | 6-4, 7-613     | Tableau |
| 25 | 27-02-2017 | Dubai Duty Free Tennis Championships, Dubaï    | ATP 500      | 2 429 150 $ | Dur (ext.) | Andy Murray           | Fernando Verdasco     | 6-3, 6-2       | Tableau |
| 26 | 26-02-2018 | Dubai Duty Free Tennis Championships, Dubaï    | ATP 500      | 2 623 485 $ | Dur (ext.) | Roberto Bautista-Agut | Lucas Pouille         | 6-3, 6-4       | Tableau |
| 27 | 25-02-2019 | Dubai Duty Free Tennis Championships, Dubaï    | ATP 500      | 2 736 845 $ | Dur (ext.) | Roger Federer         | Stéfanos Tsitsipás    | 6-4, 6-4       | Tableau |
| 28 | 24-02-2020 | Dubai Duty Free Tennis Championships, Dubaï    | ATP 500      | 2 794 840 $ | Dur (ext.) | Novak Djokovic        | Stéfanos Tsitsipás    | 6-3, 6-4       | Tableau |
| 29 | 14-03-2021 | Dubai Duty Free Tennis Championships, Dubaï    | ATP 500      | 2 048 855 $ | Dur (ext.) | Aslan Karatsev        | Lloyd Harris          | 6-3, 6-2       | Tableau |
| 30 | 21-02-2022 | Dubai Duty Free Tennis Championships, Dubaï    | ATP 500      | 2 794 840 $ | Dur (ext.) | Andrey Rublev         | Jiří Veselý           | 6-3, 6-4       | Tableau |
| 31 | 27-02-2023 | Dubai Duty Free Tennis Championships, Dubaï    | ATP 500      | 2 855 495 $ | Dur (ext.) | Daniil Medvedev       | Andrey Rublev         | 6-2, 6-2       | Tableau |
| 32 | 26-02-2024 | Dubai Duty Free Tennis Championships, Dubaï    | ATP 500      | 2 941 785 $ | Dur (ext.) | Ugo Humbert           | Alexander Bublik      | 6-4, 6-3       | Tableau |
| 33 | 24-02-2025 | Dubai Duty Free Tennis Championships, Dubaï    | ATP 500      | 3 237 670 $ | Dur (ext.) | Stéfanos Tsitsipás    | Félix Auger-Aliassime | 6-3, 6-3       | Tableau |

### Double
| No | Date       | Nom et lieu du tournoi                         | Catégorie    | Dotation    | Surface    | Vainqueurs                           | Finalistes                           | Score              |         |
| -- | ---------- | ---------------------------------------------- | ------------ | ----------- | ---------- | ------------------------------------ | ------------------------------------ | ------------------ | ------- |
| 1  | 01-02-1993 | Dubai Open, Dubaï                              | World Series | 1 000 000 $ | Dur (ext.) | John Fitzgerald Anders Järryd        | Grant Connell Patrick Galbraith      | 6-2, 6-1           |         |
| 2  | 31-01-1994 | Dubai Open, Dubaï                              | World Series | 1 013 750 $ | Dur (ext.) | Todd Woodbridge Mark Woodforde       | Darren Cahill John Fitzgerald        | 6-7, 6-4, 6-2      |         |
| 3  | 06-02-1995 | Dubai Open, Dubaï                              | World Series | 1 014 250 $ | Dur (ext.) | Grant Connell Patrick Galbraith      | Tomás Carbonell Francisco Roig       | 6-2, 4-6, 6-3      |         |
| 4  | 12-02-1996 | Dubai Open, Dubaï                              | World Series | 1 014 250 $ | Dur (ext.) | Grant Connell Byron Black            | Karel Nováček Jiří Novák             | 6-0, 6-1           |         |
| 5  | 10-02-1997 | Dubai Open, Dubaï                              | World Series | 1 014 250 $ | Dur (ext.) | Sander Groen Goran Ivanišević        | Sandon Stolle Cyril Suk              | 7-6, 6-3           |         |
| 6  | 09-02-1998 | Dubai Open, Dubaï                              | Int' Series  | 1 014 250 $ | Dur (ext.) | Mahesh Bhupathi Leander Paes         | Donald Johnson Francisco Montana     | 6-2, 7-5           |         |
| 7  | 08-02-1999 | Dubai Open, Dubaï                              | Int' Series  | 1 014 250 $ | Dur (ext.) | Wayne Black Sandon Stolle            | David Adams John-Laffnie de Jager    | 4-6, 6-1, 6-4      | Tableau |
| 8  | 07-02-2000 | Dubai Open, Dubaï                              | Int' Series  | 975 000 $   | Dur (ext.) | Jiří Novák David Rikl                | Robbie Koenig Peter Tramacchi        | 6-2, 7-5           | Tableau |
| 9  | 26-02-2001 | The Dubai Tennis Championships, Dubaï          | Series Gold  | 900 000 $   | Dur (ext.) | Joshua Eagle Sandon Stolle           | Daniel Nestor Nenad Zimonjić         | 6-4, 6-4           | Tableau |
| 10 | 25-02-2002 | The Dubai Tennis Championships, Dubaï          | Series Gold  | 900 000 $   | Dur (ext.) | Mark Knowles Daniel Nestor           | Joshua Eagle Sandon Stolle           | 3-6, 6-3, [13-11]  | Tableau |
| 11 | 24-02-2003 | The Dubai Tennis Championships, Dubaï          | Series Gold  | 975 000 $   | Dur (ext.) | Leander Paes David Rikl              | Wayne Black Kevin Ullyett            | 6-3, 6-0           | Tableau |
| 12 | 01-03-2004 | The Dubai Tennis Championships, Dubaï          | Series Gold  | 975 000 $   | Dur (ext.) | Mahesh Bhupathi Fabrice Santoro      | Jonas Björkman Leander Paes          | 6-2, 4-6, 6-4      | Tableau |
| 13 | 21-02-2005 | The Dubai Tennis Championships, Dubaï          | Series Gold  | 975 000 $   | Dur (ext.) | Martin Damm Radek Štěpánek           | Jonas Björkman Fabrice Santoro       | 6-2, 6-4           | Tableau |
| 14 | 27-02-2006 | The Dubai Tennis Championships, Dubaï          | Series Gold  | 975 000 $   | Dur (ext.) | Paul Hanley Kevin Ullyett            | Mark Knowles Daniel Nestor           | 1-6, 6-2, [10-1]   | Tableau |
| 15 | 26-02-2007 | The Dubai Tennis Championships, Dubaï          | Series Gold  | 1 401 250 $ | Dur (ext.) | Fabrice Santoro Nenad Zimonjić       | Mahesh Bhupathi Radek Štěpánek       | 7-5, 63-7, [10-7]  | Tableau |
| 16 | 03-03-2008 | The Barclays Dubai Tennis Championships, Dubaï | Series Gold  | 1 401 000 $ | Dur (ext.) | Mahesh Bhupathi Mark Knowles         | Martin Damm Pavel Vízner             | 7-5, 7-67          | Tableau |
| 17 | 23-02-2009 | The Barclays Dubai Tennis Championships, Dubaï | ATP 500      | 1 619 500 $ | Dur (ext.) | Rik De Voest Dmitri Toursounov       | Martin Damm Robert Lindstedt         | 4-6, 6-3, [10-5]   | Tableau |
| 18 | 22-02-2010 | The Barclays Dubai Tennis Championships, Dubaï | ATP 500      | 1 619 500 $ | Dur (ext.) | Simon Aspelin Paul Hanley            | Lukáš Dlouhý Leander Paes            | 6-2, 6-3           | Tableau |
| 19 | 21-02-2011 | Dubai Duty Free Tennis Championships, Dubaï    | ATP 500      | 1 619 500 $ | Dur (ext.) | Serhiy Stakhovsky Mikhail Youzhny    | Jérémy Chardy Feliciano López        | 4-6, 6-3, [10-3]   | Tableau |
| 20 | 27-02-2012 | Dubai Duty Free Tennis Championships, Dubaï    | ATP 500      | 1 700 475 $ | Dur (ext.) | Mahesh Bhupathi Rohan Bopanna        | Mariusz Fyrstenberg Marcin Matkowski | 6-4, 3-6, [10-5]   | Tableau |
| 21 | 25-02-2013 | Dubai Duty Free Tennis Championships, Dubaï    | ATP 500      | 1 785 500 $ | Dur (ext.) | Mahesh Bhupathi Michaël Llodra       | Robert Lindstedt Nenad Zimonjić      | 7-66, 7-66         | Tableau |
| 22 | 24-02-2014 | Dubai Duty Free Tennis Championships, Dubaï    | ATP 500      | 1 928 340 $ | Dur (ext.) | Rohan Bopanna Aisam-Ul-Haq Qureshi   | Daniel Nestor Nenad Zimonjić         | 6-4, 6-3           | Tableau |
| 23 | 23-02-2015 | Dubai Duty Free Tennis Championships, Dubaï    | ATP 500      | 2 082 605 $ | Dur (ext.) | Rohan Bopanna Daniel Nestor          | Aisam-Ul-Haq Qureshi Nenad Zimonjić  | 6-4, 6-1           | Tableau |
| 24 | 21-02-2016 | Dubai Duty Free Tennis Championships, Dubaï    | ATP 500      | 2 249 215 $ | Dur (ext.) | Simone Bolelli Andreas Seppi         | Feliciano López Marc López           | 6-2, 3-6, [14-12]  | Tableau |
| 25 | 27-02-2017 | Dubai Duty Free Tennis Championships, Dubaï    | ATP 500      | 2 429 150 $ | Dur (ext.) | Jean-Julien Rojer Horia Tecău        | Rohan Bopanna Marcin Matkowski       | 4-6, 6-3, [10-3]   | Tableau |
| 26 | 26-02-2018 | Dubai Duty Free Tennis Championships, Dubaï    | ATP 500      | 2 623 485 $ | Dur (ext.) | Jean-Julien Rojer Horia Tecău        | James Cerretani Leander Paes         | 6-2, 7-62          | Tableau |
| 27 | 25-02-2019 | Dubai Duty Free Tennis Championships, Dubaï    | ATP 500      | 2 736 845 $ | Dur (ext.) | Rajeev Ram Joe Salisbury             | Ben McLachlan Jan-Lennard Struff     | 7-64, 6-3          | Tableau |
| 28 | 24-02-2020 | Dubai Duty Free Tennis Championships, Dubaï    | ATP 500      | 2 794 840 $ | Dur (ext.) | John Peers Michael Venus             | Raven Klaasen Oliver Marach          | 6-3, 6-2           | Tableau |
| 29 | 14-03-2021 | Dubai Duty Free Tennis Championships, Dubaï    | ATP 500      | 2 048 855 $ | Dur (ext.) | Juan Sebastián Cabal Robert Farah    | Nikola Mektić Mate Pavić             | 7-60, 7-64         | Tableau |
| 30 | 21-02-2022 | Dubai Duty Free Tennis Championships, Dubaï    | ATP 500      | 2 794 840 $ | Dur (ext.) | Tim Pütz Michael Venus               | Nikola Mektić Mate Pavić             | 6-3, 65-7, [16-14] | Tableau |
| 31 | 27-02-2023 | Dubai Duty Free Tennis Championships, Dubaï    | ATP 500      | 2 855 495 $ | Dur (ext.) | Maxime Cressy Fabrice Martin         | Lloyd Glasspool Harri Heliövaara     | 7-62, 6-4          | Tableau |
| 32 | 26-02-2024 | Dubai Duty Free Tennis Championships, Dubaï    | ATP 500      | 2 941 785 $ | Dur (ext.) | Tallon Griekspoor Jan-Lennard Struff | Ivan Dodig Austin Krajicek           | 6-4, 4-6, [10-6]   | Tableau |
| 33 | 24-02-2025 | Dubai Duty Free Tennis Championships, Dubaï    | ATP 500      | 3 237 670 $ | Dur (ext.) | Yuki Bhambri Alexei Popyrin          | Harri Heliövaara Henry Patten        | 3-6, 7-612, [10-8] | Tableau |